# Заичневский, Пётр Григорьевич
Пётр Григорьевич Заичневский (Зайчневский, 18 [30] сентября 1842, село Гостиново, Орловская губерния — 19 [31] марта 1896, Смоленск) — российский революционер-народник, один из идеологов якобинского направления в народничестве, автор прокламации «Молодая Россия».

## Биография
Родился в семье отставного полковника, помещика, дворянин.
В 1858 году окончил с серебряной медалью Орловскую гимназию и поступил на физико-математический факультет Московского университета. Студентом увлёкся изучением произведений западно-европейских социалистов — Пьера Прудона, Луи Блана, Пьера Леру, Огюста Бланки, историей французских революционных войн, выступал в студенческой среде с пропагандой социализма, был членом революционного кружка «Библиотека казанских студентов».
В 1861 году вместе со студентом П. Э. Аргиропуло организовал студенческий кружок, занимавшийся изданием запрещённой литературы, А. И. Герцена, Н. П. Огарёва, Л. Фейербаха и пропагандой революционных идей (в том числе через созданные кружком воскресные школы). В июле 1861 года был арестован и приговорён за распространение запрещённой литературы и призывы к свержению монархии к лишению всех прав состояния. Сослан в Красноярск на каторжные работы на два года и 8 месяцев с последующим вечным поселением в Сибири. 10 января 1863 года был доставлен в Красноярск, затем в Усть-Кут для отбытия каторжных работ.
В 1862 году, находясь ещё под следствием в камере Тверской полицейской части, написал прокламацию «Молодая Россия», содержавшую бланкистскую программу революционного переворота и получившую известность как революционный манифест республиканцев-якобинцев. Прокламация была нелегально издана и распространена членами московского студенческого кружка Заичневского в мае 1862 года от имени вымышленного Центрального Революционного Комитета. В прокламации, в частности, заявлялось:

Россия вступает в революционный период своего существования. Проследите жизнь всех сословий, и вы увидите, что общество разделяется в настоящее время на две части, интересы которых диаметрально противоположны и которые следовательно, стоят враждебно одна к другой. Снизу слышится глухой и затаённый ропот народа, угнетаемого и ограбляемого всеми, у кого в руках есть хоть доля власти, — народа, который грабят чиновники и помещики, грабит и царь… Сверху над народом стоит небольшая кучка людей довольных, счастливых… Между этими двумя партиями издавна идет спор — спор, почти всегда кончавшийся не в пользу народа… Выход из этого гнетущего, страшного положения, губящего современного человека и на борьбу с которым тратятся его лучшие силы один — революция, революция кровавая и неумолимая, революция, которая должна изменить радикально все, без исключения, основы современного общества и погубить сторонников нынешнего порядка. Мы не страшимся её, хотя и знаем, что прольётся река крови, что погибнут, может быть, и невинные жертвы. Мы предвидим всё это и всё-таки приветствуем её наступление. Мы готовы жертвовать лично своими головами, только пришла бы поскорее она, давно желанная…Скоро, скоро наступит день, когда мы распустим великое знамя будущего, знамя красное, и с громким криком: «Да здравствует социальная и демократическая республика России!» — двинемся на Зимний дворец истребить живущих там. — Народная Воля
В 1864 году Пётр Заичневский был определён на поселение в Витим (Якутия), где прожил до 1869 года, когда ему дано было разрешение вернуться в Европейскую Россию в Пензенскую губернию. В 1872 году Заичневскому было разрешено, под личную ответственность его отца, переехать в отцовское имение в Орловской губернии под полицейский надзор. Организовал в Орле и Курске совместно с Василием Арцыбушевым конспиративные революционные кружки.
В августе 1877 года арестован и выслан в г. Повенец Олонецкой губернии, где организовал библиотеку, которая стала центром для ссыльных.
В конце 1880 года Заичневскому было разрешено переехать в Кострому, где организовал вокруг себя кружок революционно настроенной молодёжи.
Во второй половине 1880-х годов получил разрешение вернуться в Орёл, где организовал революционный кружок якобинского направления, установил связи с кружками Москвы, Петербурга, Курска, Смоленска, а также с заграничной группой русских якобинцев П. Н. Ткачёва — «Набат». Тайно от жандармов неоднократно выезжал в Москву. Владимир Гиляровский упоминает его в своей книге «Москва и Москвичи» в главе «Хитровка»:
Многих из товарищей-писателей водил я по трущобам, и всегда благополучно. Один раз была неудача, но совершенно особого характера. Тот, о ком я говорю, был человек смелости испытанной, не побоявшийся ни «Утюга», ни «волков Сухого оврага», ни трактира «Каторга», тем более, что он знал и настоящую сибирскую каторгу. Словом, это был не кто иной, как знаменитый П. Г. Зайчневский, тайно пробравшийся из места ссылки на несколько дней в Москву…
В 1888 году был арестован, два года провёл в тюрьме, 22 февраля 1890 года был выслан на пять лет в ссылку в Иркутск. В Иркутске вёл иностранный отдел в «Восточном обозрении», работал корреспондентом «Русских ведомостей».
В 1895 году, по возвращении из ссылки, поселился в Смоленске, где вскоре умер в марте 1896 года. Его соратница М. П. Голубева, впоследствии примкнувшая к большевикам, вспоминала:
…Для него ничего, кроме революции, не существовало. Даже в бреду на смертном одре он всё спорил с Лавровым, кому-то всё доказывал, что недалеко то время, когда человечество одной ногой шагнёт в светлое царство социализма.
Заичневский был похоронен в Смоленске у Авраамиева монастыря. На могиле был установлен гранитный камень с надписью, который был украден в 1935 году.